# Hugo Lichte
Hugo Lichte (* 11. April 1891 in Mengede (Westfalen); † 27. Juli 1963 in Berlin) war ein deutscher Physiker. Er begründete die Theorie zur Schallausbreitung im Meer und war ein maßgeblicher Entwickler der Kinotechnik beim Übergang vom Stummfilm zum Tonfilm.

## Leben
Hugo Lichte studierte von 1909 bis 1913 an der Universität Göttingen, dazwischen ein Semester in München, die Fächer Mathematik, Physik und Chemie. Bis 1919 war er wissenschaftlicher Mitarbeiter der Torpedoinspektion Kiel und nach dem Krieg (Erster Weltkrieg) bei der Signal GmbH in Kiel, einer Tochtergesellschaft der Firma Neufeldt & Kuhnke (ab 1936 umbenannt in Hagenuk). Ab 1924 arbeitete er bei der Mix & Genest AG in Berlin und ab 1926 bei der AEG. Als 1928 das Forschungsinstitut der AEG in Berlin unter Leitung von Carl Ramsauer gegründet wurde, berief dieser ihn zum Leiter der elektroakustischen Abteilung. Nach dem Ende des Zweiten Weltkriegs unterrichtete er bis 1959 am Lilienthal-Gymnasium (Berlin-Lichterfelde). Seit 1949 war er daneben an der Freien Universität Berlin Lehrbeauftragter für Physik.

## Arbeitsgebiete und besondere Leistungen
In zwei Arbeitsgebieten hat Hugo Lichte das Verständnis physikalischer Vorgänge und zugehörige technische Entwicklungen ganz besonders vorangebracht, nämlich in der Meeresakustik und in der Tonfilmtechnik.
In seiner wegweisenden Veröffentlichung im Jahr 1919 entwickelte er als Erster eine Theorie zur Schallausbreitung im Meer. Er konnte zeigen, dass vor allem die Abnahme der Temperatur und die Zunahme des Drucks mit zunehmender Wassertiefe zu einem Minimum der Schallgeschwindigkeit in mittleren Tiefen führt. Die resultierende Refraktion von Schallstrahlen führt zu bedeutend erhöhten Reichweiten bei der Schallausbreitung. Urick sagte dazu: “This paper was far ahead of its time, and is an indication of the highly advanced state of German physics in the early years of this century.” („Diese Veröffentlichung war ihrer Zeit weit voraus und ist ein Beleg für die hochentwickelte deutsche Physik in den frühen Jahren dieses Jahrhunderts.“)
Während seiner späteren Tätigkeit im AEG-Forschungsinstitut war Hugo Lichte bei vielen Entwicklungen in der Tontechnik federführend und brachte vor allem Verfahren zum Übergang vom Stummfilm zum Tonfilm und zur Tonfrequenz-Wahrnehmung voran.

## Auszeichnungen
- Oskar-Messter-Medaille 1961 der Deutschen Kinotechnischen Gesellschaft (ab 1972 Fernseh- und Kinotechnische Gesellschaft).
- „Lichtestrasse“ zur Erinnerung an Hugo Lichte im Kieler Wissenschaftspark, festgelegt durch die Kieler Ratsversammlung am 16. Februar 2006.[web 1]

## Werke
1. ↑  Hugo Lichte: Über den Einfluß horizontaler Temperaturschichtung des Seewassers auf die Reichweite von Unterwasserschallsignalen. In: Physikalische Zeitschrift. 1919, 20 (17), 385–389. Abgerufen am 12. April 2019.
2. ↑  Hugo Lichte: On the influence of horizontal temperature layers in sea water on the range of underwater sound signals. In: Tracer Science & Systems. Übersetzt von  A.F. Wittenborn. Abgerufen am 12. April 2019.
3. ↑  F. Hehlgans, H. Lichte: Aufnahme und Wiedergabe von Musik und Sprache bei Tonfilmen. In: W. Petersen (Hrsg.): Forschung und Technik. Springer, Berlin, Heidelberg 1930.
4. ↑  W. Bürck, P. Kotowsky, H. Lichte: Der Aufbau des Tonhöhenbewußtseins. In: Elektrische Nachrichten Technik. 1935, 12, S. 326–333.
5. ↑  W. Bürck, P. Kotowsky, H. Lichte: Hörbarkeit von Laufzeitdifferenzen. In: Elektrische Nachrichten Technik. 1935, 12, 355 ff.
6. ↑  Hugo Lichte, Albert Narath: Physik und Technik des Tonfilms. Verlag S. Hirzel, Leipzig 1943, 411 S.